# BrahMos
De BrahMos-raket is een supersoon kruisvluchtwapen dat door Rusland en India gezamenlijk is ontwikkeld. De actieradius van het kruisvluchtwapen bedraagt 290 kilometer. De snelheid waarmee het kruisvluchtwapen zich kan voortbewegen, gaat van Mach 2,5 tot 2,8. In november 2006 werd het kruisvluchtwapen in dienst gesteld.
De BrahMos kan worden gelanceerd vanaf land, schepen, vliegtuigen en onderzeeërs. Het kruisvluchtwapen kan tot 300 kg lading meedragen voor de versie die vanuit vliegtuigen gelanceerd wordt. De andere versies kunnen tot 200 kg dragen.
De naam van de BrahMos is afgeleid van de Brahmaputra, een rivier in India, en de Moskva, een rivier in Rusland.